# Cyprinella zanema
Cyprinella zanema is een straalvinnige vissensoort uit de familie van de eigenlijke karpers (Cyprinidae). De wetenschappelijke naam van de soort is voor het eerst geldig gepubliceerd in 1878 door Jordan & Brayton.